# 김대범
김대범(영어 : Kim Dae Beom, 1979년 8월 19일 ~ )은 대한민국의 희극 배우이다.

## 학력
- 진해중앙고등학교

## 데뷔 전
데뷔 전부터 거리 공연 3년, 소극장 공연 1년 등 제법 긴 언더그라운드 경험을 쌓았다. 대학로에서 함께 공연한 동료가 안상태, 황현희 등이다.

## 대표작

### 영화
- 2007년 챔피언 마빡이 - 건들건들 학생
- 2015년 친구엄마 - 우민 역

### 지상파 프로그램
- 2004년 KBS 《개그콘서트》
  - 〈LA 쓰리랑〉빅타이거 역
  - 〈골목대장 마빡이〉,〈마빡이〉대빡이 역
  - 〈실미도 학원〉
  - 〈끝장TV〉
  - 〈도움상회〉
  - 〈리플중계석〉
  - 〈제 3세계〉
  - 〈춤추는 대수사선〉국장 역
  - 〈고교천왕〉
  - 〈말빨의 청춘〉
  - 〈방송과의 전쟁〉
  - 〈사선에서〉
  - 〈애드리 브라더스〉
  - 〈애드립 뉴스〉
  - 〈수출용개그〉
  - 〈액션리얼리티〉
  - 〈십초극장〉
  - 〈백수교육대〉
  - 〈실록 X-파일〉이조판서 역
  - 〈X-파일 멀더와 스컬리〉멀더 역
  - 〈직업정신〉
  - 〈복두신권〉
  - 〈봉숭아 학당〉
  - 〈EBS 드라마〉
- KBS 쇼! 행운열차
  - 황혼민박 (불량학생들의 선배 역)
  - 제17대 어전회의 (사관 역)
- KBS 폭소클럽
- MBC 놀러와
- SBS 추석특집 코미디쇼 이수근 김병만의 10년의 꿈
- KBS TV는 사랑을 싣고 - 79회 특별출연

### 케이블 프로그램
- 2012년 온게임넷 《켠김에 왕까지》
- 2012년 MBN 《개그공화국》
- 2012년 ~ 2014년 tvN 《코미디빅리그》
  - 〈창업의 신〉 진행자 역
- 2014년 tvN 《창조클럽 199》

### 인터넷
- YouTube, 아프리카TV 대범한TV
- 아프리카TV 걔네둘 tv

### 연극
- 《당신이 주인공》
- 《당신이 주인공2》

## 앨범
- 카레캑캑 (with 백일하) (2013년)

## 연기 외 활동
- 2007년 환경자원공사 홍보대사
- 2009년 ~ 레드펌킨 대표

## 수상
- 2006년 KBS 연예대상 코미디 부문 남자 우수상
- 2006년 KBS 연예대상 코미디 부문 최우수코너상